# 618 Elfriede
618 Elfriede è un asteroide della fascia principale del diametro medio di circa 120,29 km. Scoperto nel 1906, presenta un'orbita caratterizzata da un semiasse maggiore pari a 3,1925598 UA e da un'eccentricità di 0,0777206, inclinata di 17,02122° rispetto all'eclittica.
L'origine del suo nome è sconosciuta.